# Cardiocondyla nuda
Cardiocondyla nuda es una especie de hormiga del género Cardiocondyla, tribu Crematogastrini, familia Formicidae. Fue descrita científicamente por Mayr en 1866.
Se distribuye por Australia, Fiyi, Micronesia, Nueva Caledonia, Papúa Nueva Guinea, Samoa, Islas Salomón, Tonga, Vanuatu y Wallis y Futuna. Se ha encontrado a elevaciones de hasta 1219 metros. Habita en selvas tropicales y bosques esclerófilos.